# Куманичкин, Александр Сергеевич
Александр Сергеевич Куманичкин (1920—1983) — лётчик-ас, генерал-майор авиации (27.08.1957), участник Великой Отечественной войны и Войны в Корее, Герой Советского Союза (1944).

## Биография
Александр Куманичкин родился 26 августа 1920 года в посёлке Баланда (ныне — Калининск Саратовской области). В 1930 году переехал в Москву, где окончил семь классов школы и школу фабрично-заводского ученичества, после чего работал затяжчиком на обувной фабрике. Занимался футболом, играл в фабричной футбольной команде. Параллельно с работой занимался в аэроклубе. В 1938 году Куманичкин был призван на службу в Рабоче-крестьянскую Красную Армию. В 1939 году он окончил Борисоглебскую военную авиационную школу пилотов. С начала Великой Отечественной войны — на её фронтах.
К ноябрю 1943 года гвардии капитан Александр Куманичкин командовал эскадрильей 41-го гвардейского истребительного авиаполка 8-й гвардейской истребительной авиадивизии 2-й воздушной армии 1-го Украинского фронта. К тому времени он совершил 196 боевых вылетов, принял участие в 36 воздушных боях, сбив 18 вражеских самолётов лично и ещё 1 — в составе группы.
Указом Президиума Верховного Совета СССР от 13 апреля 1944 года за «мужество и воинскую доблесть, проявленные в воздушных боях с немецкими захватчиками» гвардии капитан Александр Куманичкин был удостоен высокого звания Героя Советского Союза с вручением ордена Ленина и медали «Золотая Звезда» за номером 3672.
В сентябре 1944 года гвардии майор  Куманичкин был направлен в так называемый "Маршальский" 19-й истребительный авиационный полк, вскоре переименованный в 176-й гвардейский, на должность штурмана полка. В новом коллективе  продолжал много летать и одерживать очередные победы. Его постоянным ведомым был С. М. Крамаренко. Летая вместе с ним, Куманичкин уничтожил 6 самолётов противника.
К 9 мая 1945 года выполнил свыше 300 боевых вылетов, провёл 70 воздушных боёв, сбил 27 самолётов врага лично и 2 в группе.
После окончания войны Куманичкин продолжил службу в Советской Армии. Участвовал в боях Корейской войны, сбил 1 американский самолёт. С 1954 года Куманичкин руководил 4-м Центром боевого применения ВВС, располагавшимся в Воронеже. В 1961 году в звании генерал-майора авиации он был уволен в запас.
Проживал в Воронеже в доме №12 по улице Фридриха Энгельса (на доме установлена мемориальная доска), работал начальником лётно-испытательской станции Воронежского авиационного завода. Скончался 24 октября 1983 года, похоронен на Юго-Западном кладбище Воронежа.
Был также награждён шестью орденами Красного Знамени (в том числе: 14.08.1943, 07.02.1944, 15.04.1945, 31.07.1945, 10.10.1951) и двумя орденами Красной Звезды, рядом медалей.